# Valstrona

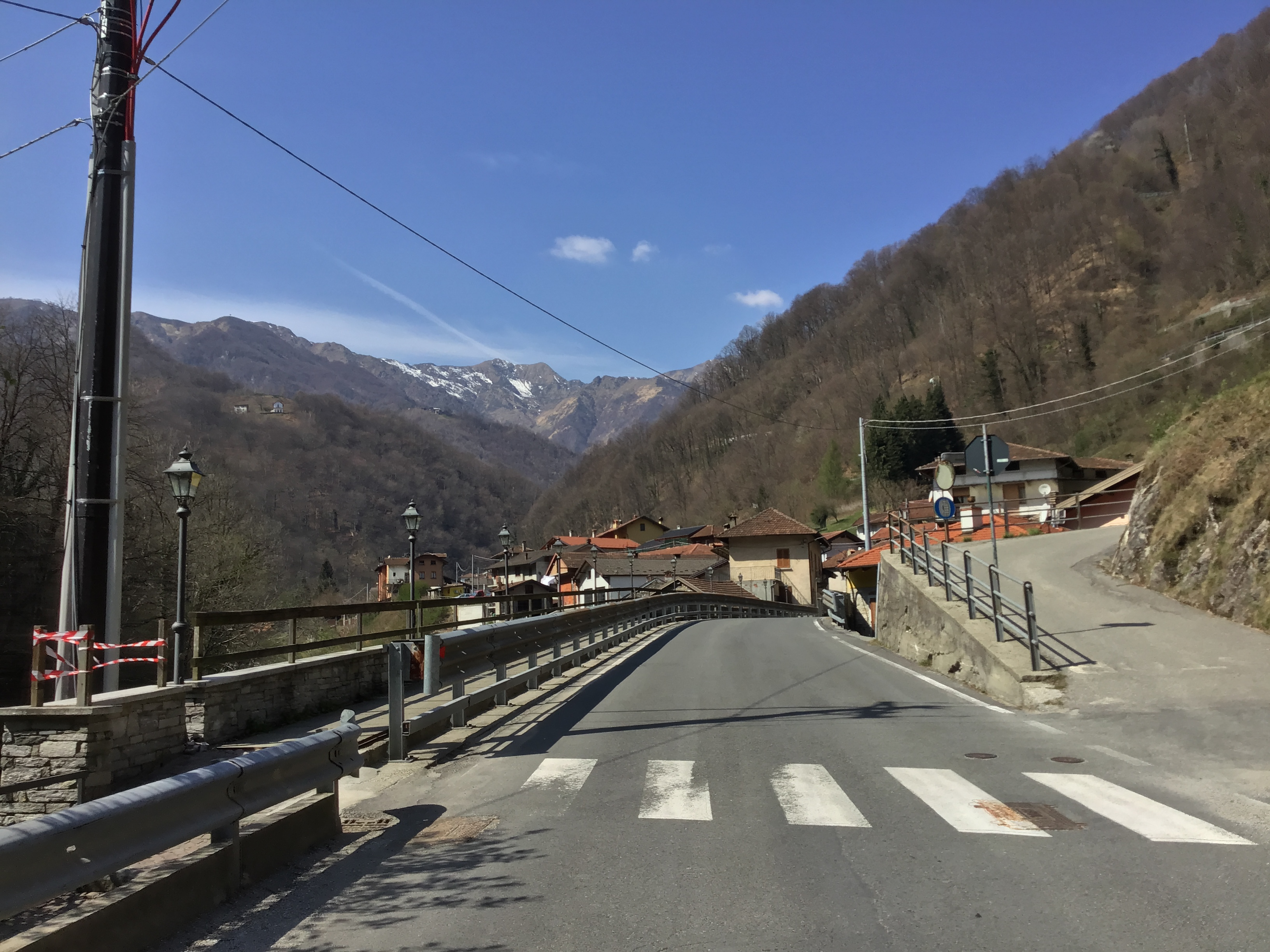
Strona (Capoluogo)

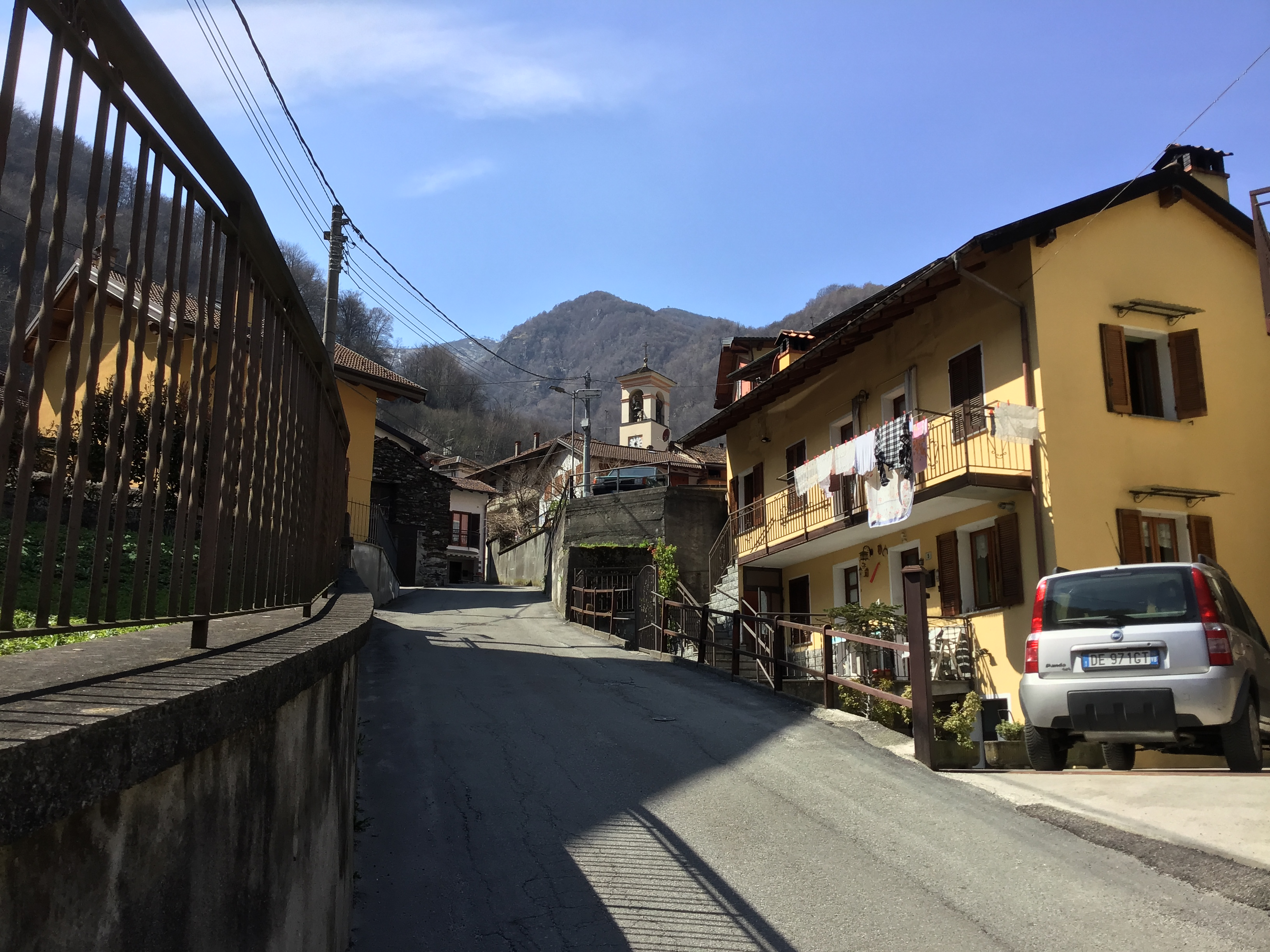
Fornero

Valstrona (Stron-a o Valstron-a in piemontese, Struna o Val Struna in lombardo) è un comune italiano sparso di 1 130 abitanti della provincia del Verbano-Cusio-Ossola situato nella Valle Strona. La sede amministrativa del comune è a Strona dove si trovano gli uffici comunali, l'ufficio postale, la farmacia e la scuola media.
La parte alta del suo territorio è tutelata dal parco naturale dell'Alta Val Sesia e dell'Alta Val Strona.

## Storia
Il comune di Valstrona nasce dall'unione, avvenuta con il regio decreto 22 dicembre 1927, n. 2521, di tutti i piccoli comuni della valle, che vennero così soppressi: Germagno, Loreglia, Luzzogno, Fornero, Massiola, Sambughetto e Forno. La sede comunale fu portata nella località Strona di Luzzogno. Nel 1929 fu inglobato anche il comune di Campello Monti.
Nel dopoguerra furono ricostituiti i tre comuni autonomi di Germagno, Loreglia (con la frazione di Chesio) e Massiola, mentre le rimanenti località rimasero accorpate nel comune di Valstrona.

### Simboli
Lo stemma del comune di Valstrona è stato concesso con decreto del presidente della Repubblica del 29 luglio 1993.
Il gonfalone è un drappo di verde.

### Onorificenze
Valstrona è tra le città decorate al valor militare per la guerra di liberazione, insignita della medaglia d'argento al valor militare per i sacrifici delle sue popolazioni e per l'attività nella lotta partigiana durante la seconda guerra mondiale:

## Società

### Evoluzione demografica
Abitanti censiti

## Geografia antropica

### Frazioni

#### Strona
Nella frazione si concentra la parte nevralgica ed amministrativa di tutta la valle.

#### Luzzogno

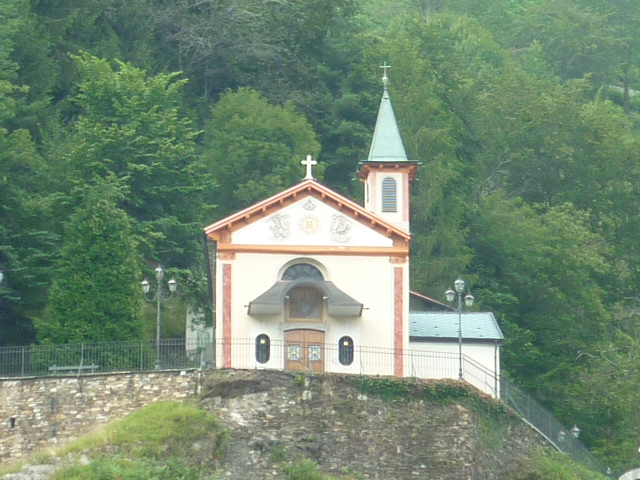
Il santuario della Madonna della Colletta (Luzzogno)

Nella frazione si trova la chiesa parrocchiale di San Giacomo Apostolo che è il più antico edificio di culto della valle, edificato nel 1455. Inoltre nella frazione si incontra l'oratorio di S. Marta, oltre che numerose cappellette sparse sul territorio,ben tenute che dimostrano la forte devozione che si nutre per i vari santi venerati.
A circa 20 minuti a piedi da Luzzogno si trova il Santuario della Madonna della Colletta, che all'interno conserva una grande raccolta di ex voto.

#### Inuggio
L'abitato di Inuggio è un piccolo paese di circa 50 persone, situato a 825 m s.l.m. e si raggiunge percorrendo una strada, asfaltata da poco, che si diparte dalla strada che collega Strona e Luzzogno. Inuggio deriva dal dialetto: i nus, ovvero le noci, o bosco di noci. Il suo patrono, S. Antonio abate, è venerato in una piccola chiesetta in fondo al paesino.

#### Fornero e Piana di Fornero

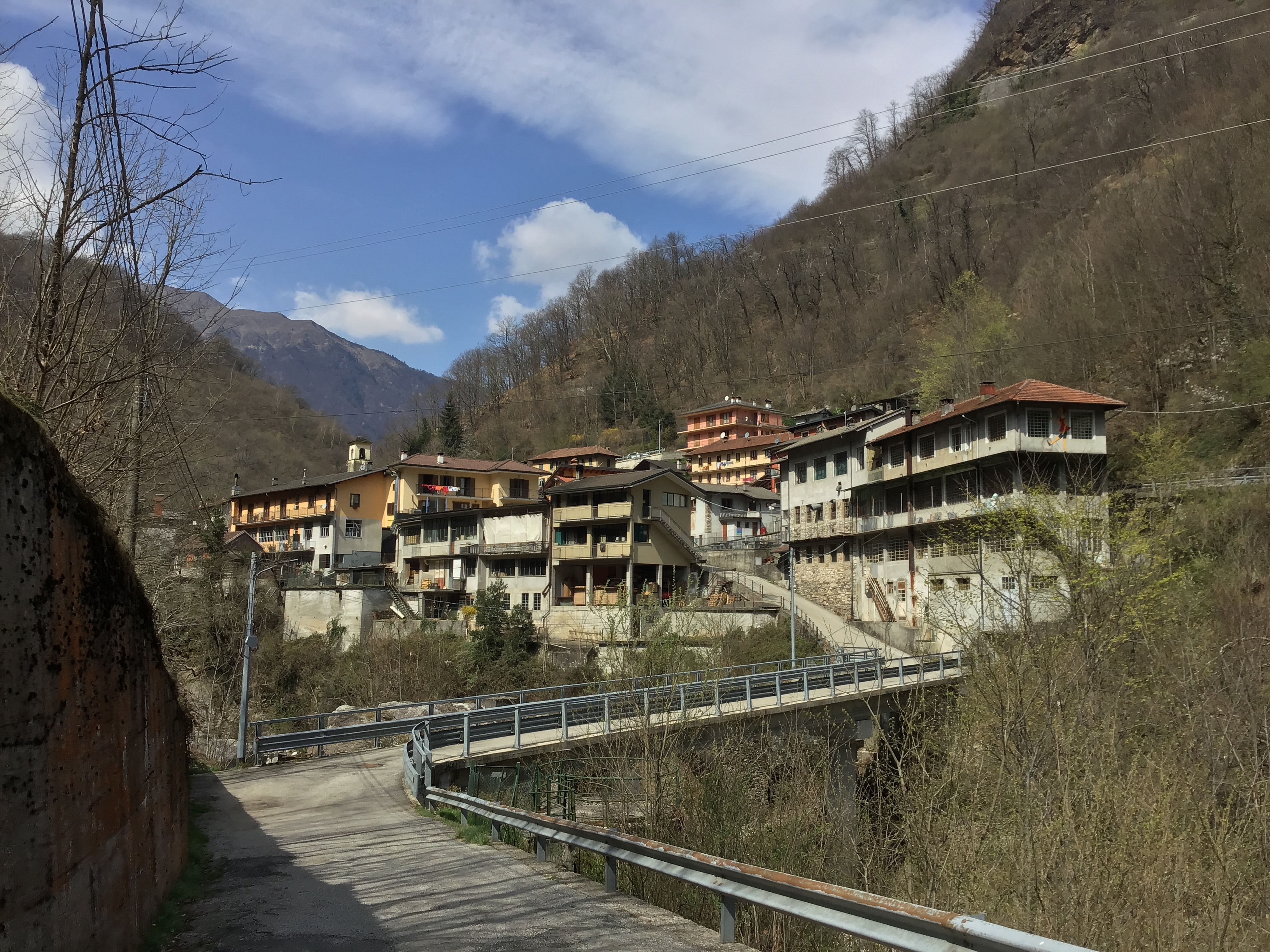
Piana di Fornero

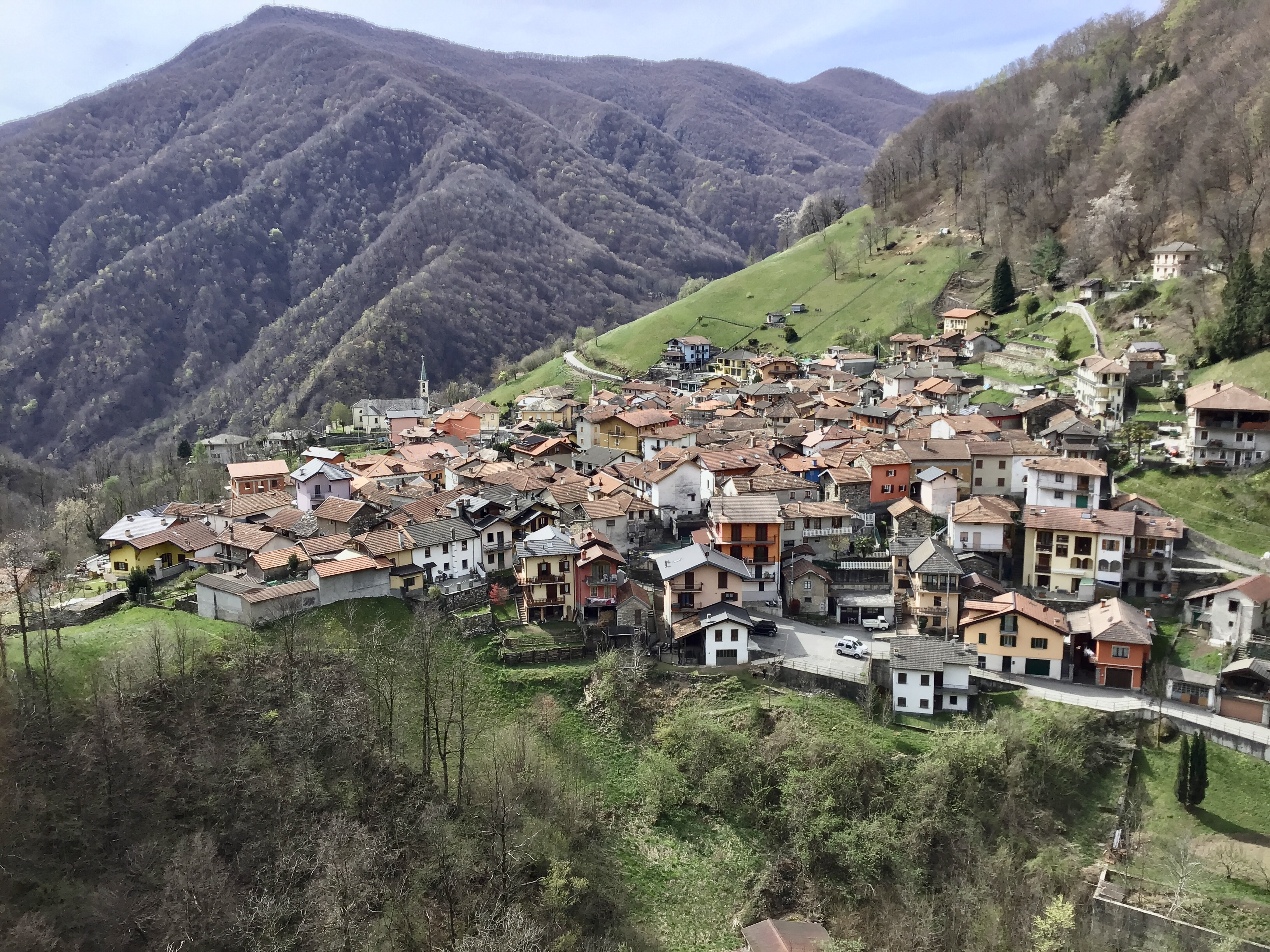
Luzzogno

Fornero è, insieme a Sambughetto, l'unico centro abitato situato sulla destra orografica della vallata. A Fornero ha origine la tradizione di intaglio e tornitura del legno con ancora diverse attività in paese. Sul fondovalle, di fronte a Fornero si trova l'abitato di Piana di Fornero legato anche esso alla tradizione dell'artigianato del legno.

#### Sambughetto
L'abitato di Sambughetto è situato in una posizione arroccata sul pendio meridionale della valle dove si trovano alcune delle più interessanti grotte della Valstrona, in particolare la Caverna delle Streghe: in questa e nella soprastante Grotta dell'Intaglio sono stati ritrovati ricchissimi reperti paleontologici. Nell'edificio della vecchia scuola elementare è in progettazione l'apertura di un Museo Naturalistico dedicato sia ai reperti (fra i quali tracce della presenza dell'ursus spelaeus) sia al particolare fenomeno tipico della Valle Strona della presenza di rocce degli strati più profondi della crosta terrestre, ad un tipo di minerale fu anche dato il nome di stronalite.

#### Forno e Piana di Forno
A Forno, presso la chiesa parrocchiale dei Santi Pietro e Paolo è allestito il Museo di Arte Sacra, una particolare raccolta di quadri, paramenti e oggetti di uso religioso per la gran parte di origine estera provenienti da località in cui emigrarono i valstronesi molti dei quali si contraddistinsero per la lavorazione del peltro.

#### Campello Monti
Campello Monti, in titzschu Kampel, antica colonia Walser, costituì a lungo una dipendenza valsesiana del comune di Rimella. Era importante per le cave di nichel e oro. È anche punto di partenza di numerose escursioni alpine che hanno come meta, per esempio, la cima e il laghetto di monte Capezzone. Nel 1929 il comune di Campello Monti venne distaccato dalla provincia di Vercelli e aggregato a quella di Novara.

## Economia
Il comune di Valstrona è rinomato per la produzione di tele derivanti dalla canapa, usate per vari oggetti quali indumenti, ecc., oltreché per la lavorazione del legno.

## Amministrazione
| Periodo | Periodo   | Primo cittadino     | Partito      | Carica  | Note |
| ------- | --------- | ------------------- | ------------ | ------- | ---- |
| 2004    | 2009      | Valentino Valentini | lista civica | Sindaco |      |
| 2009    | 2014      | Giorgio Gaudina     | lista civica | Sindaco |      |
| 2014    | 2024      | Luca Capotosti      | lista civica | Sindaco |      |
| 2024    | in carica | Ivan Rainoldi       | -            | Sindaco |      |

### Altre informazioni amministrative
Valstrona fa parte dell'Unione montana della Valle Strona e delle Quarne.
Aderisce all'Ecomuseo del Lago d'Orta e Mottarone.

## Note

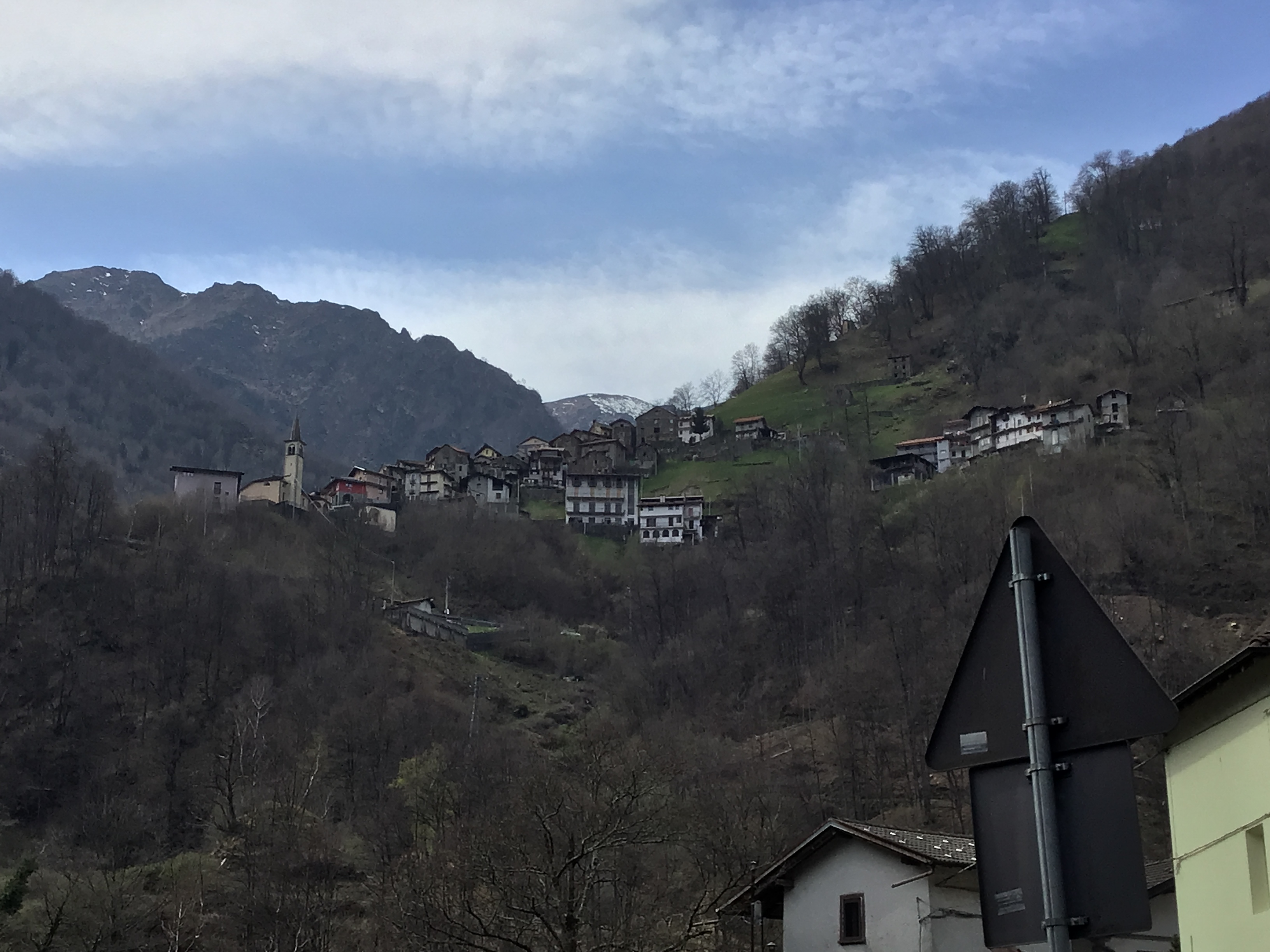
Sambughetto

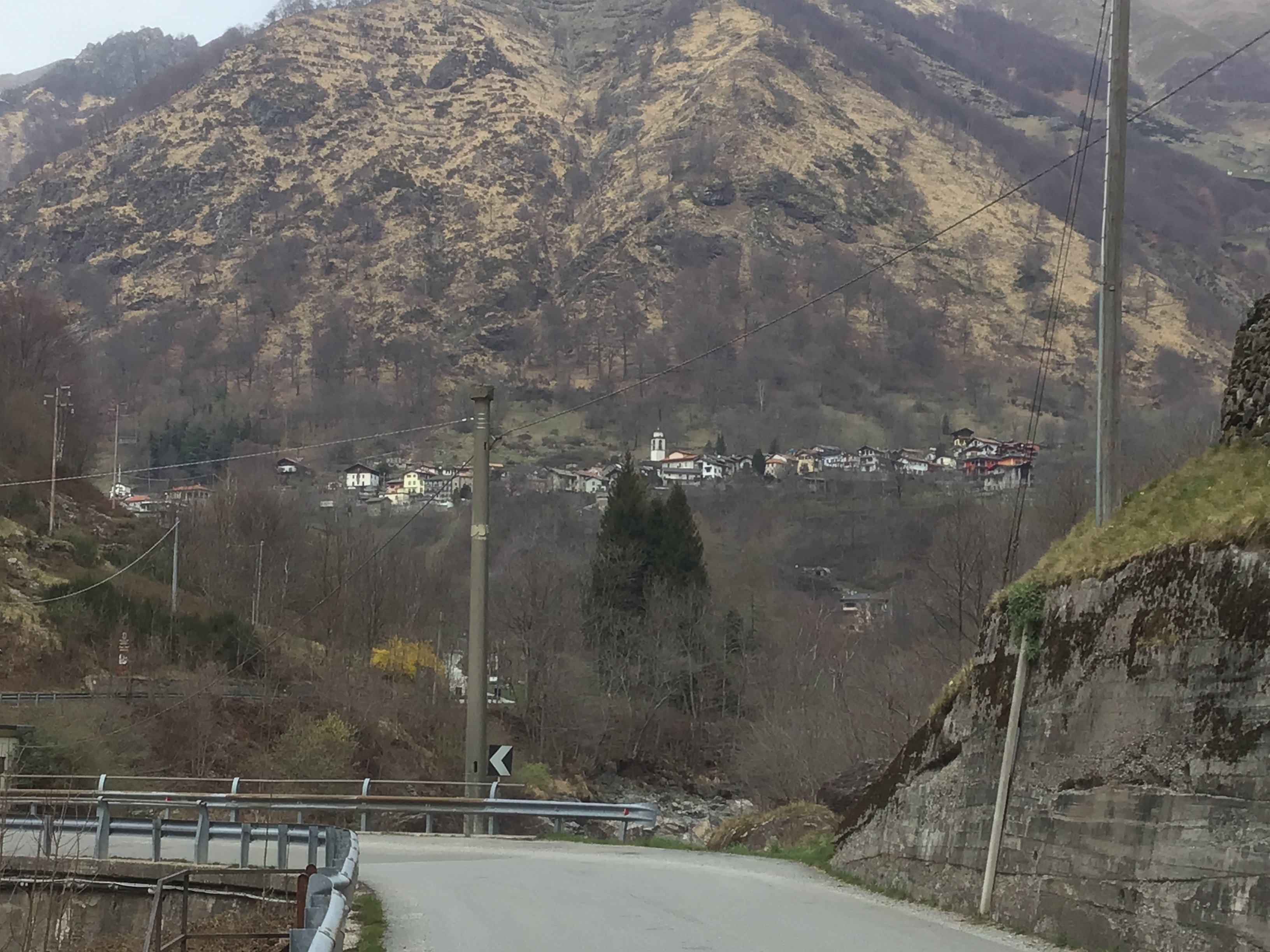
Forno

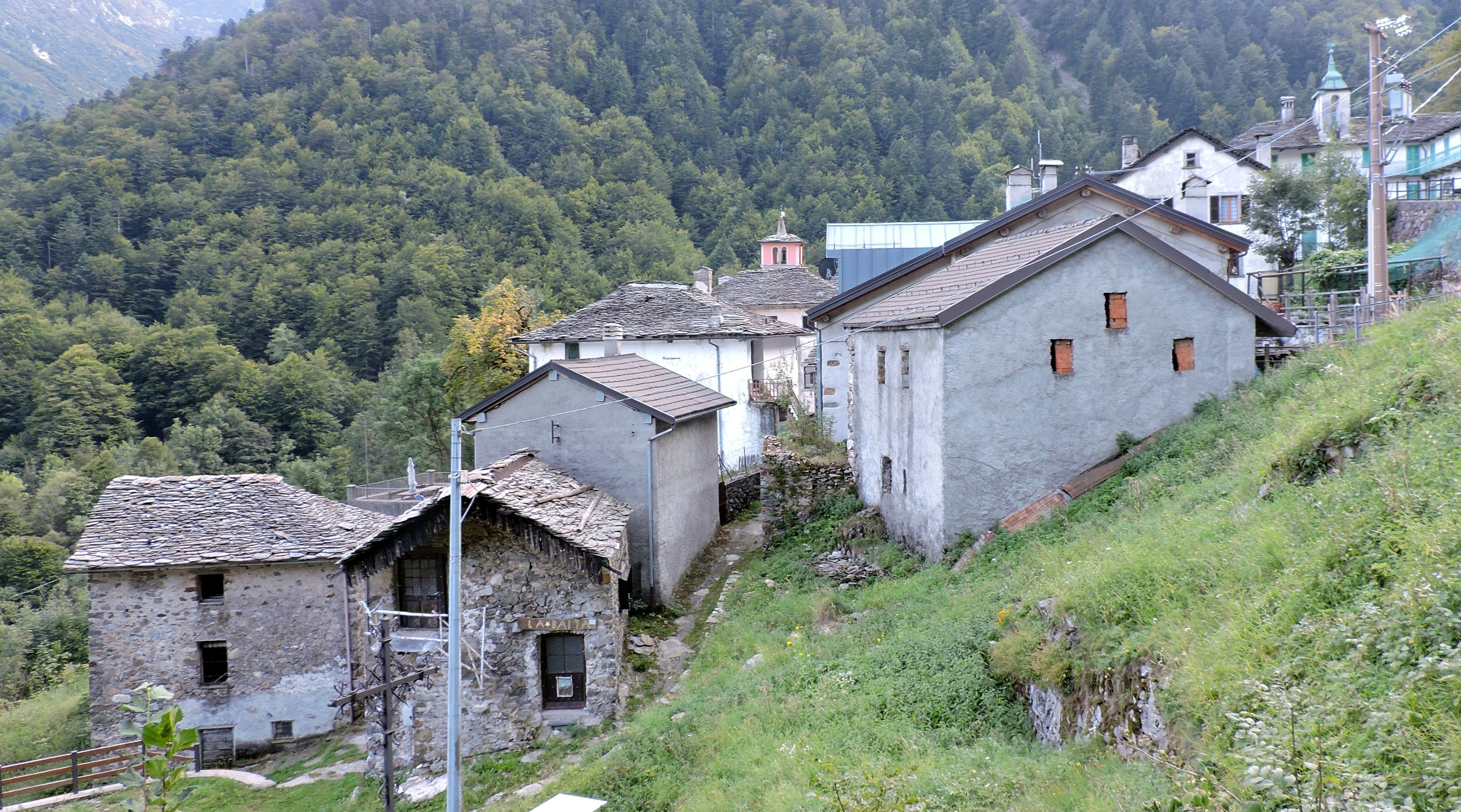
Piana di Forno

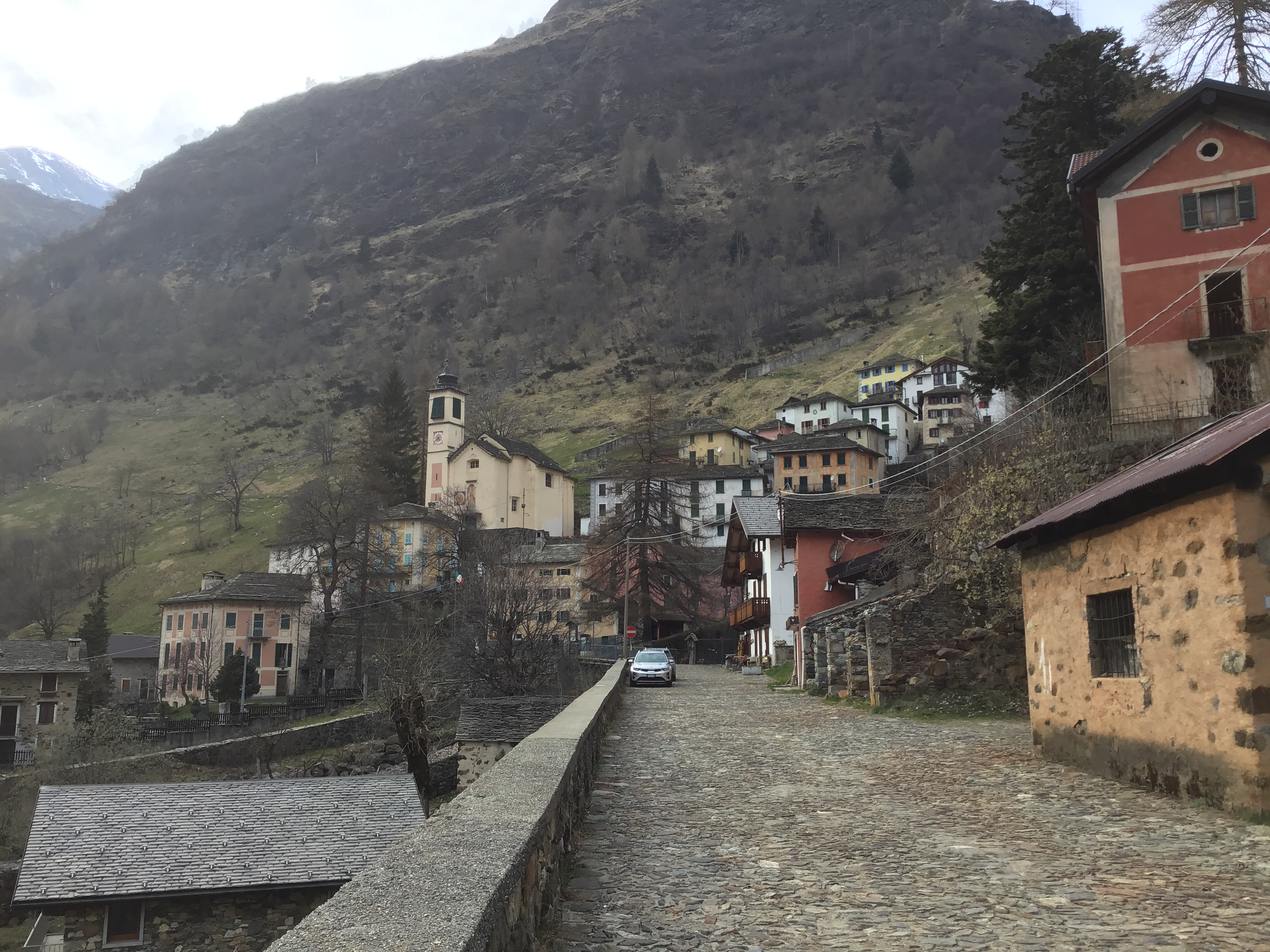
Campello Monti